# Monza
Pour les articles homonymes, voir Carlo Monza, Luigi Monza, Monza (groupe belge) et Opel Monza.
Monza ['mon:tsa] (en lombard : Monça, en français: Monce) est une ville italienne d'environ 120 000 habitants, chef-lieu de la province de Monza et de la Brianza en Lombardie, région de la plaine du Pô.

## Géographie
La ville est établie dans la haute plaine de Lombardie, à l'extrémité sud de la Brianza, à une altitude de 162 mètres. Elle est située à environ 19 km du centre de Milan et à environ 40 kilomètres de Lecco et Côme. C'est la troisième ville de Lombardie et le plus important centre administratif, économique et industriel de la Brianza.
Son territoire est traversé du nord au sud par le Lambro. Dans les premières décennies du XIVe siècle, au nord du centre historique, entre les rues F. Zanzi et Aliprandi, la famille Visconti créa une bifurcation dans la rivière à des fins défensives, donnant naissance au Lambretto. Cette nouvelle branche de la rivière longeait les anciens remparts (complètement démolis) de la ville, qui suivaient le parcours de l'actuelle rue Azzone Visconti, pour rejoindre à nouveau le fleuve principal après la rue Spalto Piodo. Un autre cours d’eau, lui aussi artificiel comme le Lambretto, est le canal Villoresi, construit au XIXe siècle, et qui traverse le territoire de Monza d'ouest en est, en croisant le Lambro à la limite nord du quartier San Rocco.

## Histoire

### Des origines de l'âge du bronze
L’histoire de Monza est très ancienne, déjà à l'époque romaine on parle du Vicus de Modicia, mais il y a des preuves de présence humaine bien antérieures.
Vers la fin du XIXe siècle, la découverte d'urnes funéraires montre que la présence humaine dans la région remonte au moins à l'âge du bronze, où les gens vivaient dans des maisons sur pilotis au-dessus des cours d'eau et des marais.

### La période romaine
Au cours du troisième siècle avant notre ère, les Romains soumirent les Insubres, les Gaulois qui ont franchi les Alpes et se sont installés autour de Mediolanum (Milan aujourd'hui). Une tribu gallo-celtique a fondé un village sur le Lambro, dont les ruines d'un pont demeurent.
Au cours de l'Empire romain, la ville était connue sous le nom de Modicia.

### La période lombarde
La ville a connu une période de grande importance politique et de développement artistique au cours du VIIe siècle, quand elle a été la capitale d’été du Royaume lombard. C’est grâce au roi Authari et à sa femme Théodelinde de Bavière qu’au début du VIIe siècle la capitale passe de Pavie à Milan et puis à Monza pendant les périodes d’été ; jusqu’au coup d’état de Arioald qui, après avoir vaincu son beau-frère Adaloald, fils de Théodelinde de Bavière, ramène la capitale à Pavie. La reine Théodelinde reste encore aujourd’hui un personnage très important pour la ville.
Paul Diacre, un historien du VIIIe siècle, nous écrit à ce sujet : « [...] Theudelinda costruxerat basilicam regina, Qui locus supra Abest Duodecim Mediolanum milibus, [...] » (« Théodelinde construit une basilique, dont la position est à douze miles de Milan »). Effectivement on apprend au petit « monzesi » qu’un jour la reine eut une vision près de la rivière Lambro, une colombe lui ordonna « Modo » (« Ici »), et la reine répondit « Etiam » (« Oui »). Donc, à partir des deux mots « etiam » et « modo », la légende aurait tiré Modoeti, le nom médiéval de Monza. À la suite de ce rêve, la reine édifia, aux alentours de 595, un palais et une chapelle (« oraculum ») en l’honneur de saint Jean-Baptiste, dans laquelle elle sera ensevelie en 627. La chapelle se transforme rapidement en basilique et elle subira plusieurs modifications pendant les siècles jusqu’aux grands travaux du XIVe siècle, qui lui donneront l’aspect actuel.

### DuXeauXIXesiècle

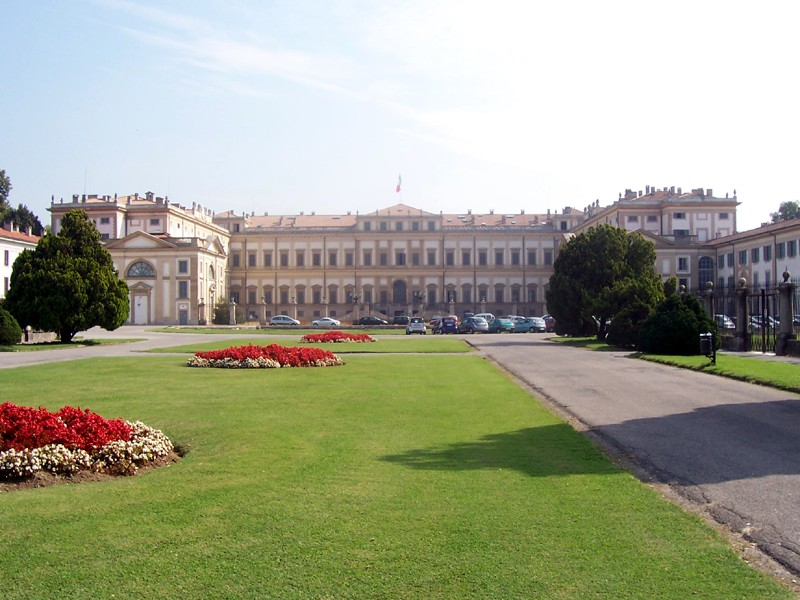
La Villa royale de Monza.

Plus tard, la ville dévient partie du Saint-Empire romain germanique, mais grâce à Bérenger Ier de Frioul elle obtient des grandes marges d'autonomie jusqu’au XIe siècle quand Aribert d'Intimiano, seigneur de la ville, devient archevêque de Milan et Monza perd son autonomie. Au XIVe siècle, la ville devient propriété de la famille Visconti et, ensuite, de la famille Sforza. La perte du duché de Milan par Ludovic Sforza signe le début de l’influence espagnole sur le duché de Milan.
En 1529, Antonio de Leiva devient le gouverneur du duché de Milan et, en 1531, comte de Monza. La famille de Leyva aura son nom fortement lié à la ville grâce à Marianna de Leyva, mieux connue sous l’appellation « La monaca di Monza », un des personnages les plus célèbres du roman de Alessandro Manzoni, Les Fiancés. En 1648 la famille Durini prend la place des de Leyva et la ville restera sous la domination espagnole jusqu’au début du XVIIIe siècle.
À la fin de la guerre de Succession d’Espagne, le duché de Milan passe sous la domination de la maison de Habsbourg, c'est-à-dire à l'empereur, ce qui pour la ville de Monza sera une renaissance. L’impératrice Marie-Thérèse nomme gouverneur de Milan son fils Ferdinand et fait construire pour lui la villa royale de Monza.
Le déferlement des troupes de la France révolutionnaire lors de la campagne d'Italie (1796-1797), met la ville en danger et Monza voit son statut diminué car, avec sa Villa Archiducale, elle représente l’ancien régime. Cependant avec l'établissement de l'empire, Monza connaît un autre renouveau. En 1805, Napoléon Ier nomme vice-roi d'Italie son fils adoptif Eugène de Beauharnais qui après avoir épousé la fille aînée du roi de Bavière, séjourne volontiers à la villa royale. L'empire Français vaincu, la Lombardie redevient une possession Autrichienne. L'époque est riche en innovations. En 1841, la deuxième ligne ferroviaire d’Italie relie Milan à Monza.
Avec la fin du Risorgimento, l’Autriche quitte définitivement le royaume de Lombardie-Vénétie et la Lombardie devient partie du royaume de Sardaigne qui devient rapidement le royaume d'Italie (1861-1946). C’est l’époque de la maison de Savoie qui commence. Elle se terminera le 29 juillet 1900 avec l’assassinat de Humbert Ier (roi d'Italie).

### Époque contemporaine
L'architecte et designer Gualtiero Galmanini est l'auteur des plans d'urbanisme de la ville de Monza au cours du XXe siècle pendant lequel la ville développe son industrie, qui avait fait déjà ses premiers pas à la fin du XIXe siècle. Celle des chapeaux est particulièrement prospère, le cappellificio Valera-Ricci acheté par Giuseppe Cambiaghi arrivait à vendre et à exporter 18 000 chapeaux par jour en 1911. Très réputée déjà la société Frette & C. devient une référence encore active en 2016 dans le secteur du Linge de maison. Toujours à cette époque on voit naitre et se développer la société Candy, qui produisit la première machine à laver italienne en 1946. La Simmenthal quant à elle lança la viande en boite et la Star, fut la première à faire de l’extrait de viande pour le bouillon. Ces deux marques recouvrent encore des parts importantes du marché italien en 2016.

## Politique et administration
La ville est administrée par un conseil municipal de 32 membres élus pour un mandat de cinq ans. Les dernières élections ont eu lieu les 12 et 26 juin 2022.
| Période                                  | Période      | Identité                 | Étiquette       | Qualité |
| ---------------------------------------- | ------------ | ------------------------ | --------------- | ------- |
| 30 novembre 1997                         | 26 mai 2002  | Roberto Colombo          | Forza Italia    |         |
| 11 juin 2002                             | 29 mai 2007  | Michele Francesco Faglia | Centre gauche   |         |
| 29 mai 2007                              | 22 mai 2012  | Marco Mariani            | Ligue du Nord   |         |
| 22 mai 2012                              | 26 juin 2017 | Roberto Scannagatti      | Centre gauche   |         |
| 26 juin 2017                             | 27 juin 2022 | Dario Allevi             | Forza Italia    |         |
| 28 juin 2022                             | en cours     | Paolo Pilotto            | Parti démocrate |         |
| Les données manquantes sont à compléter. |              |                          |                 |         |

## Monuments

### Édifices religieux
- La cathédrale de Monza contient la couronne de fer des rois d'Italie, supposée contenir un clou de la Crucifixion. 
Elle a été construite entre le XIIIe et le XVe siècle. Sa façade de marbre noir et blanc fut édifiée au XIVe siècle par Matteo da Campione des Maestri campionesi. Le clocher contient 8 cloches (la2, si2, do dièse 3, re3, mVi3, fa dièse 3, sol dièse 3, la3).
- L'église du Sacré-Cœur
- L'église de Sainte-Gemma.

#### Galerie

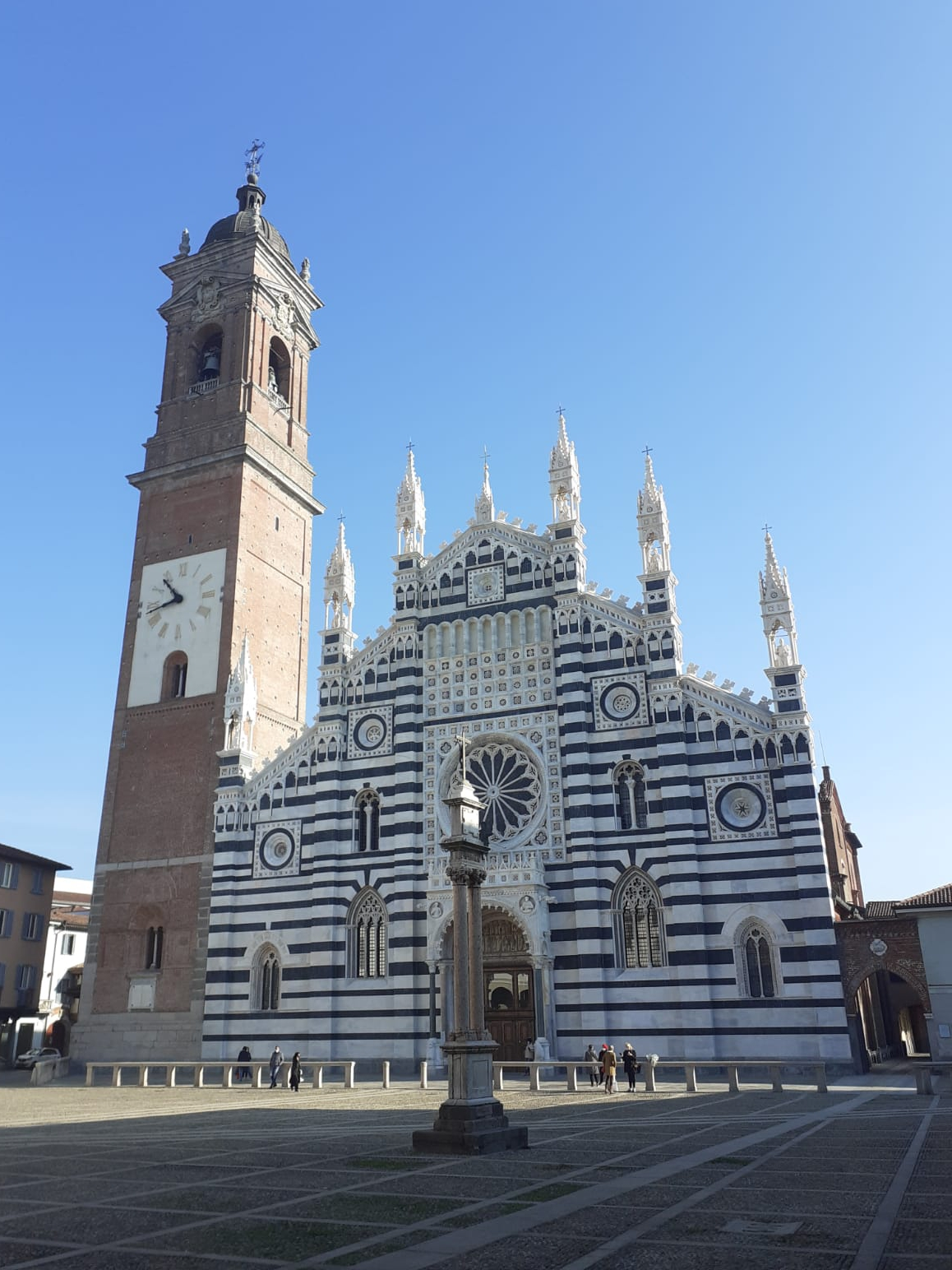
Cathédrale de Monza.
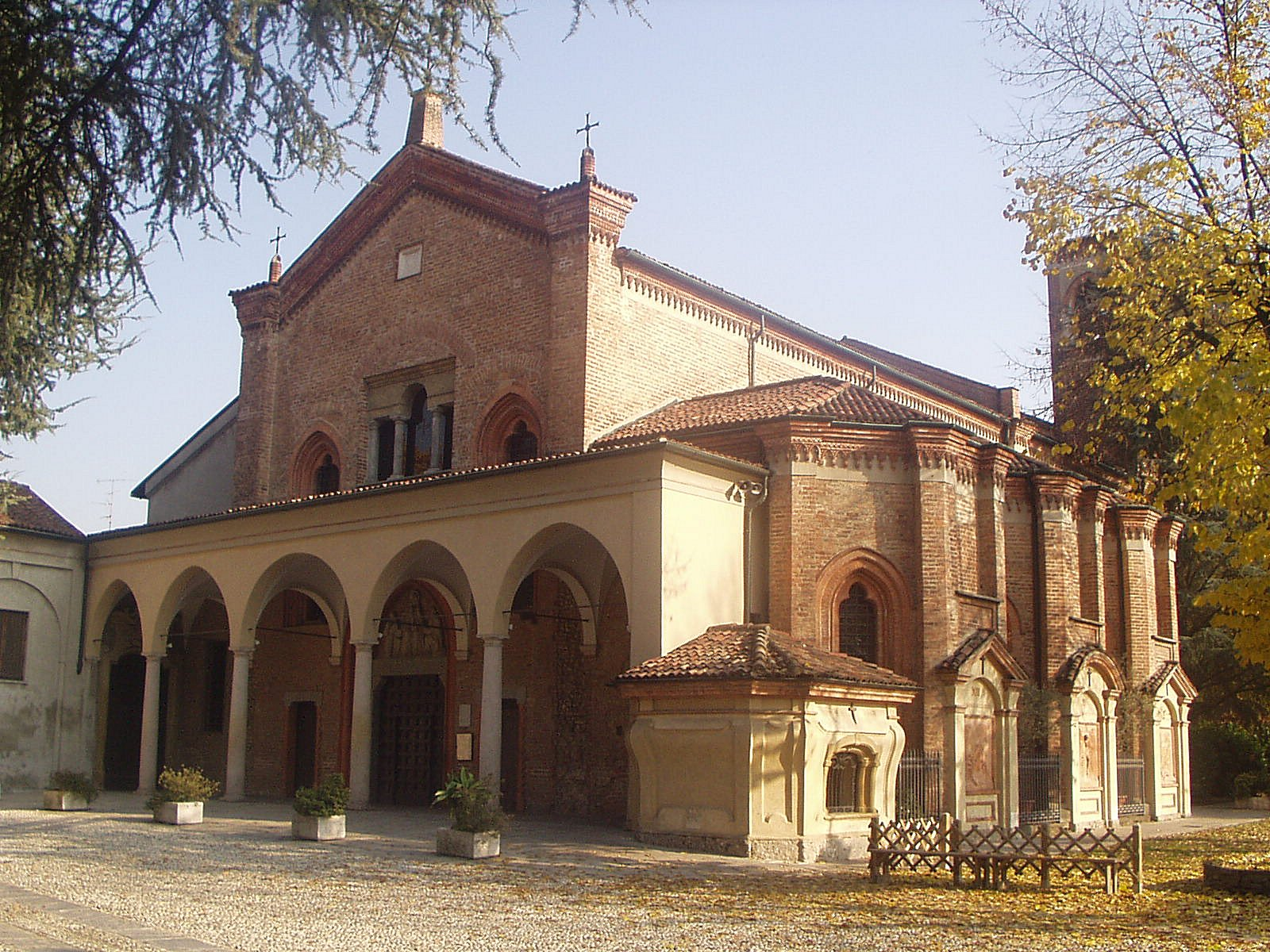
Sainte-Marie de la Grâce.
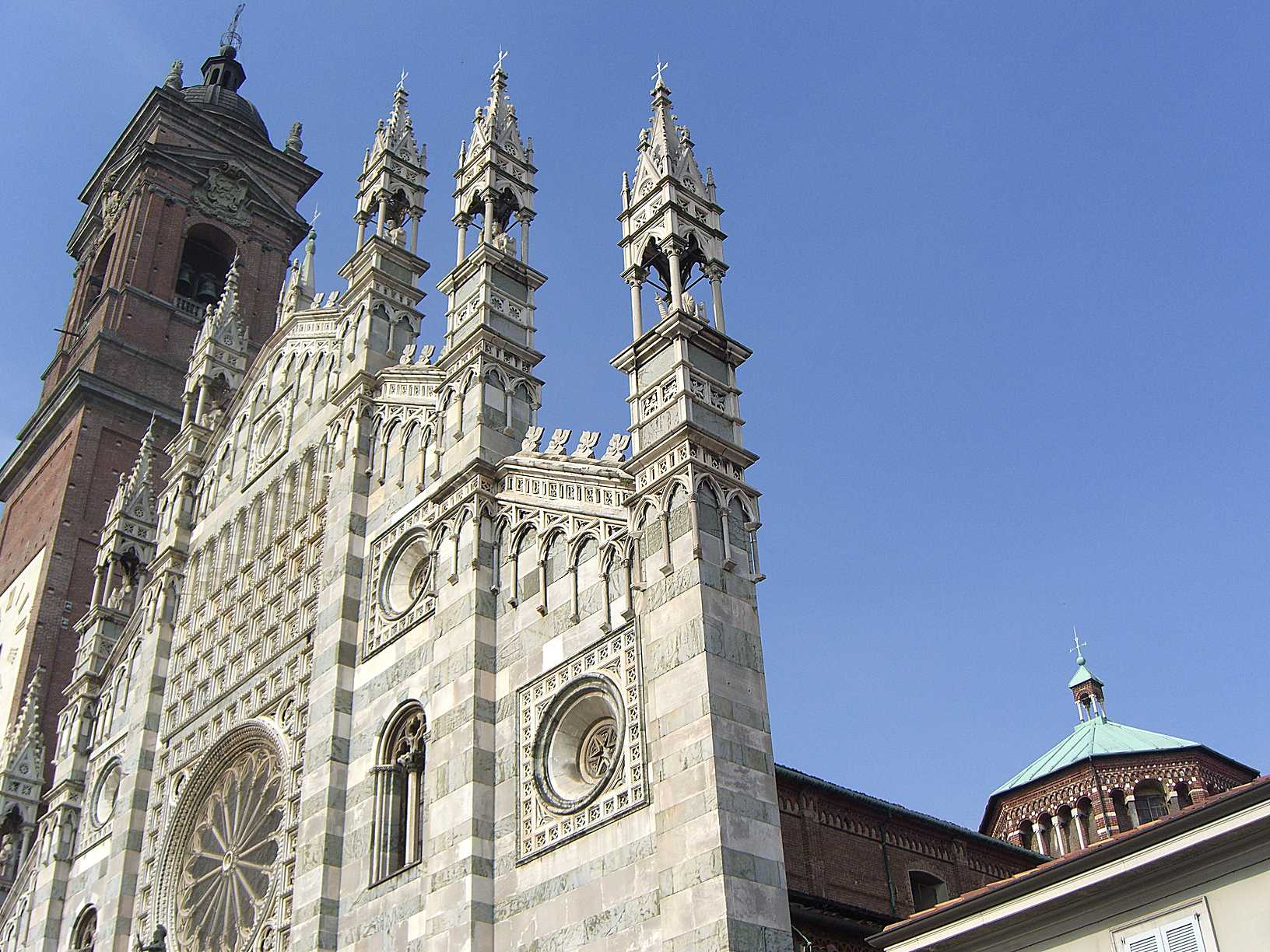
Façade de la cathédrale.
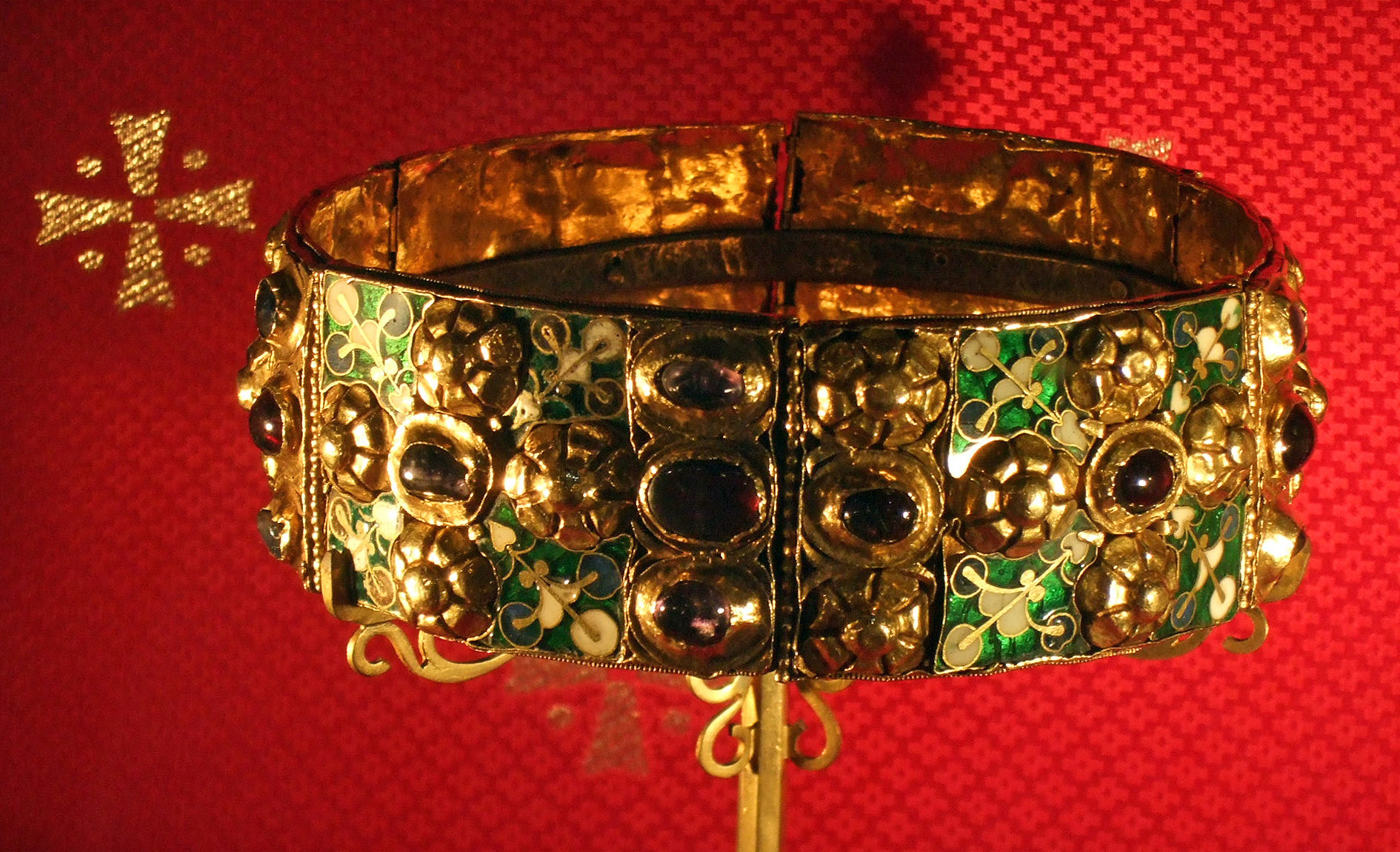
Couronne de Fer de Lombardie - trésor du Duomo.

### Édifices civils
- L'Arengario, ancien hôtel de ville construit au XIIIe siècle.
- La villa royale de Monza, palais néoclassique construit au XVIIIe siècle sur projet de Giuseppe Piermarini pour l'archiduc Ferdinand d'Autriche.

#### Galeries

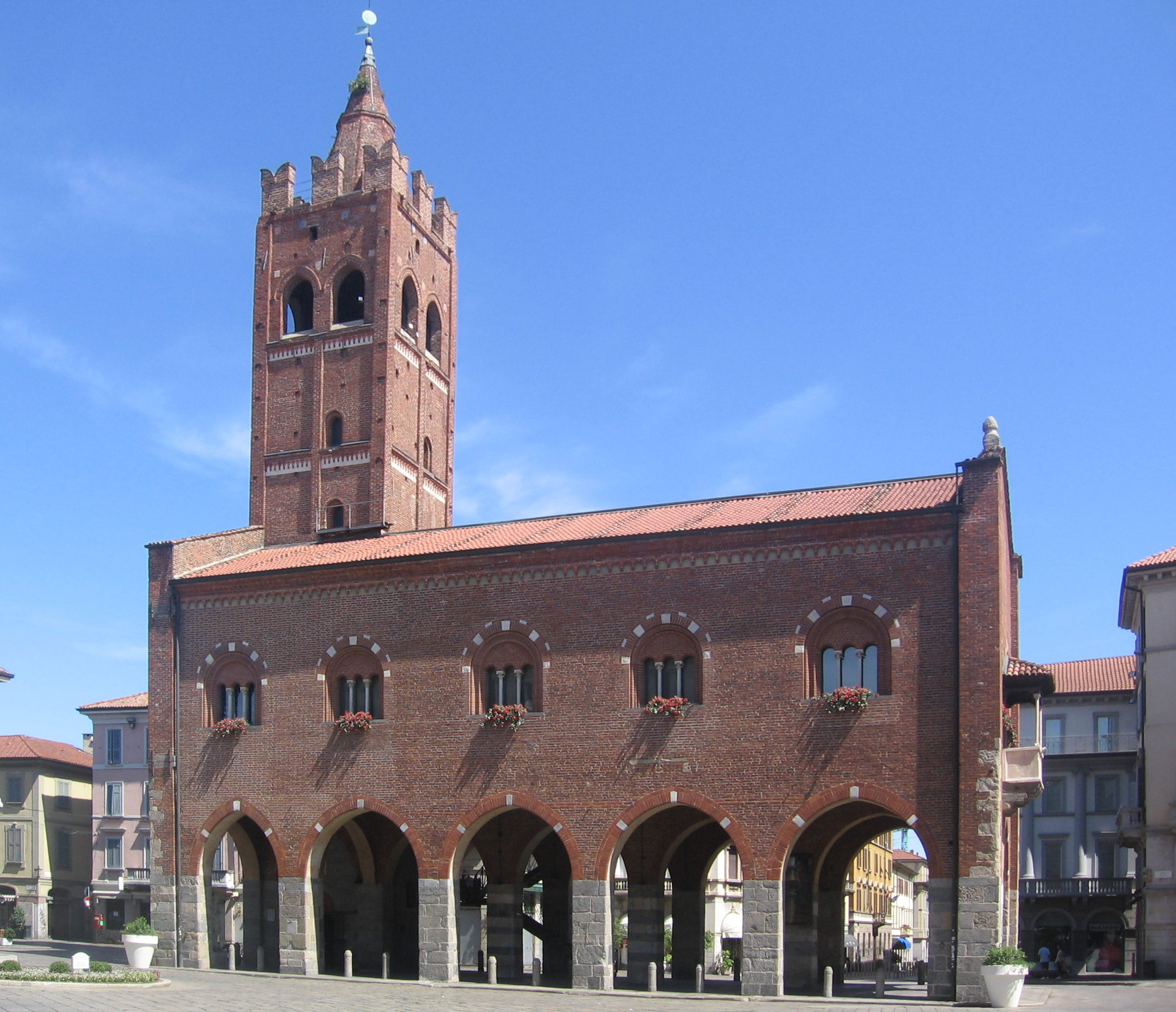
Arengario, ancien hôtel de ville.
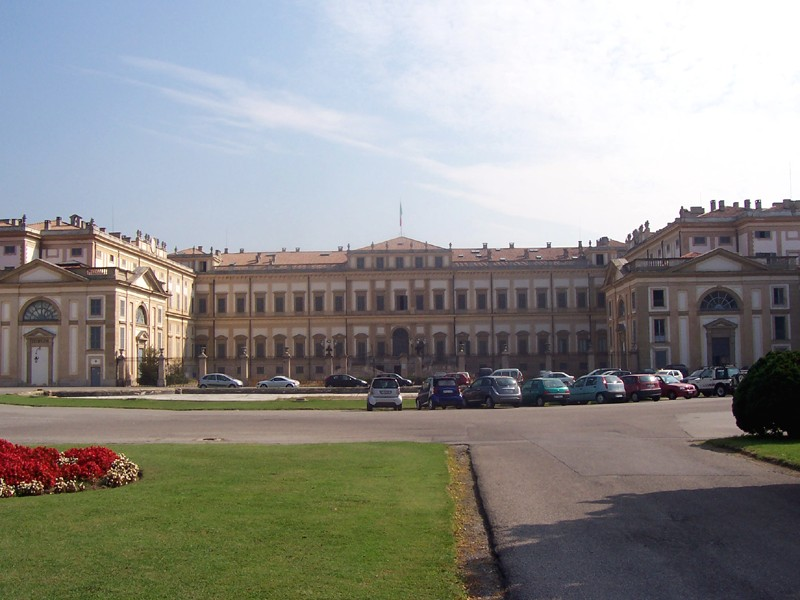
Villa royale.
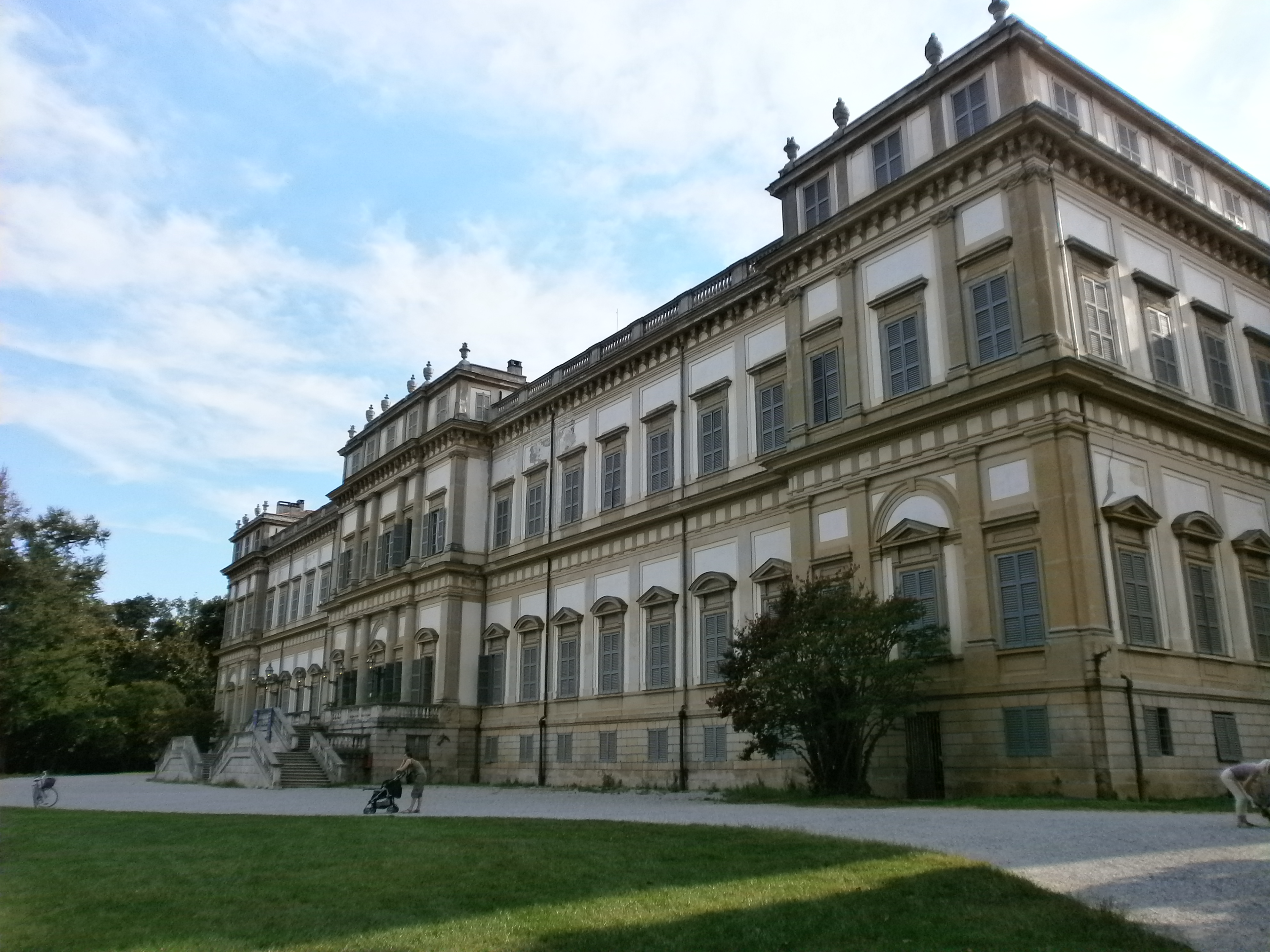
Villa royale.
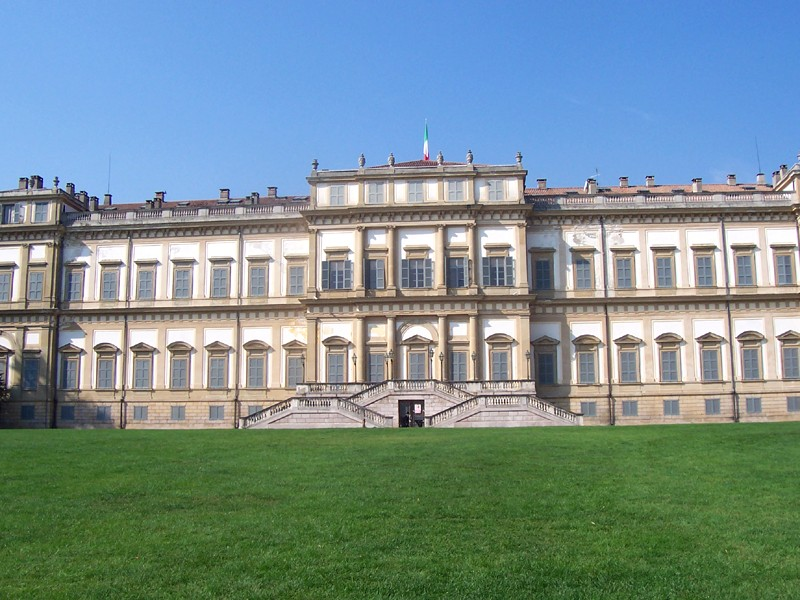
Façade sur jardin.
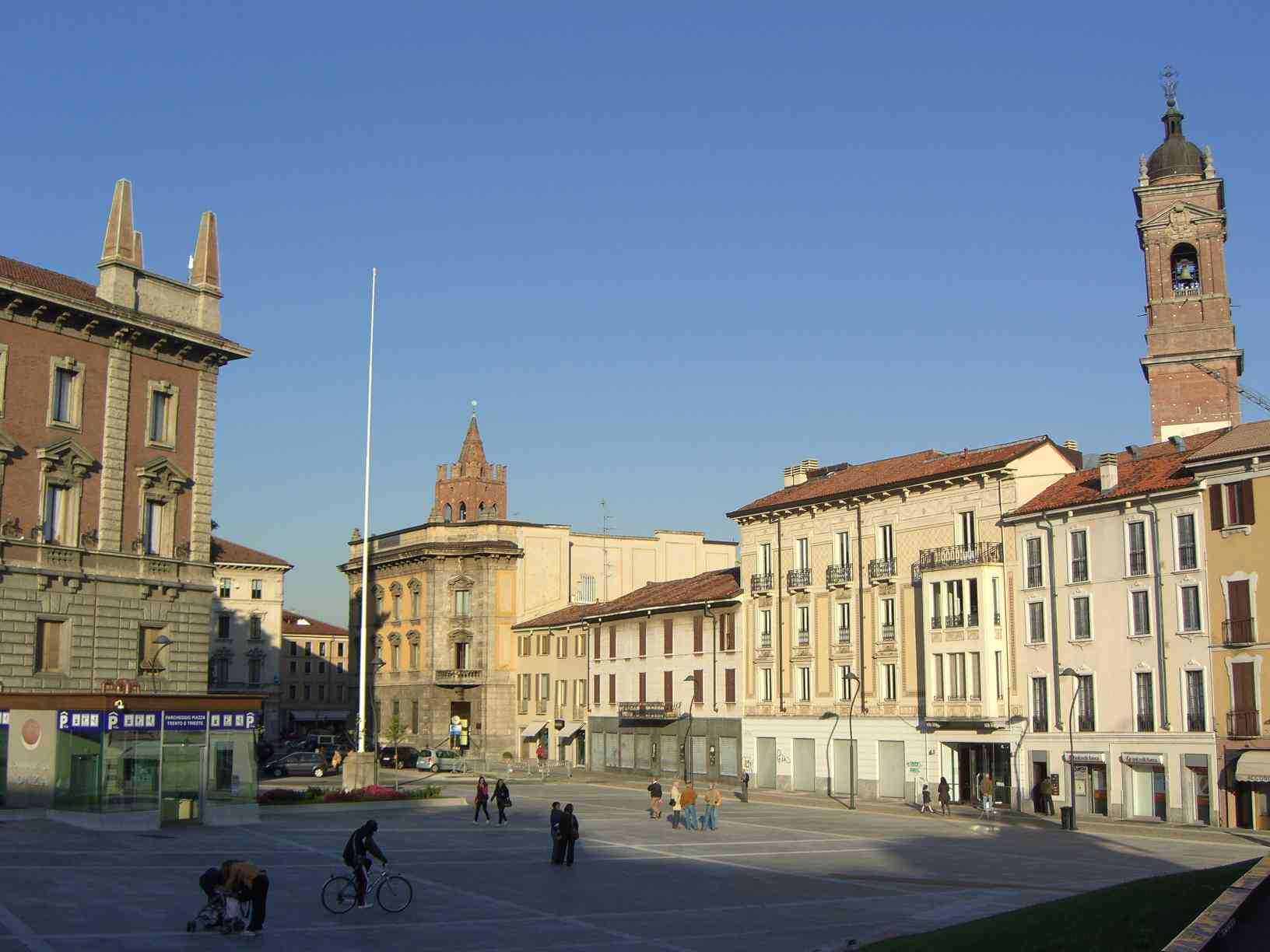
Place de Trente et Trieste.
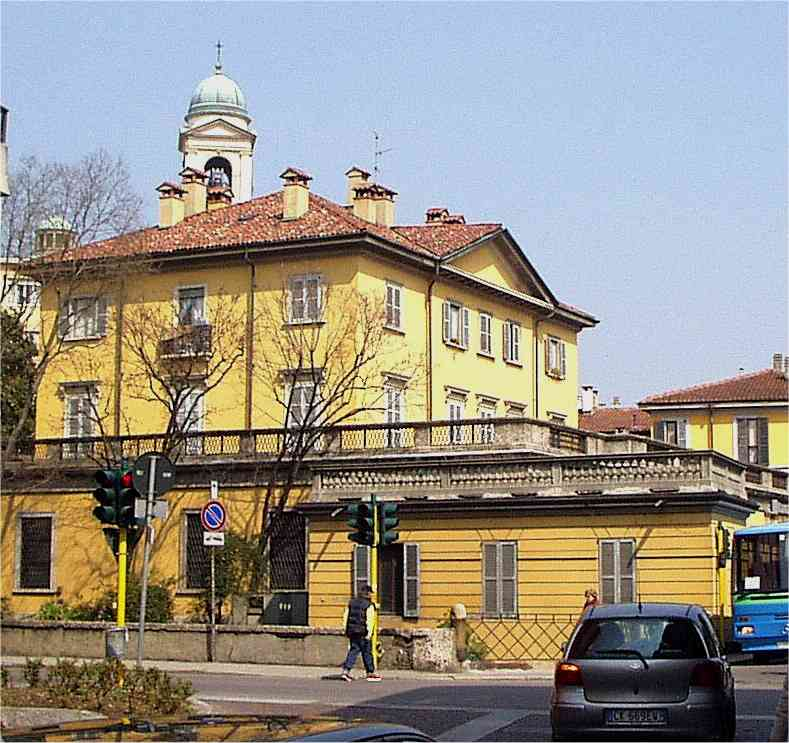
Villa Penati.
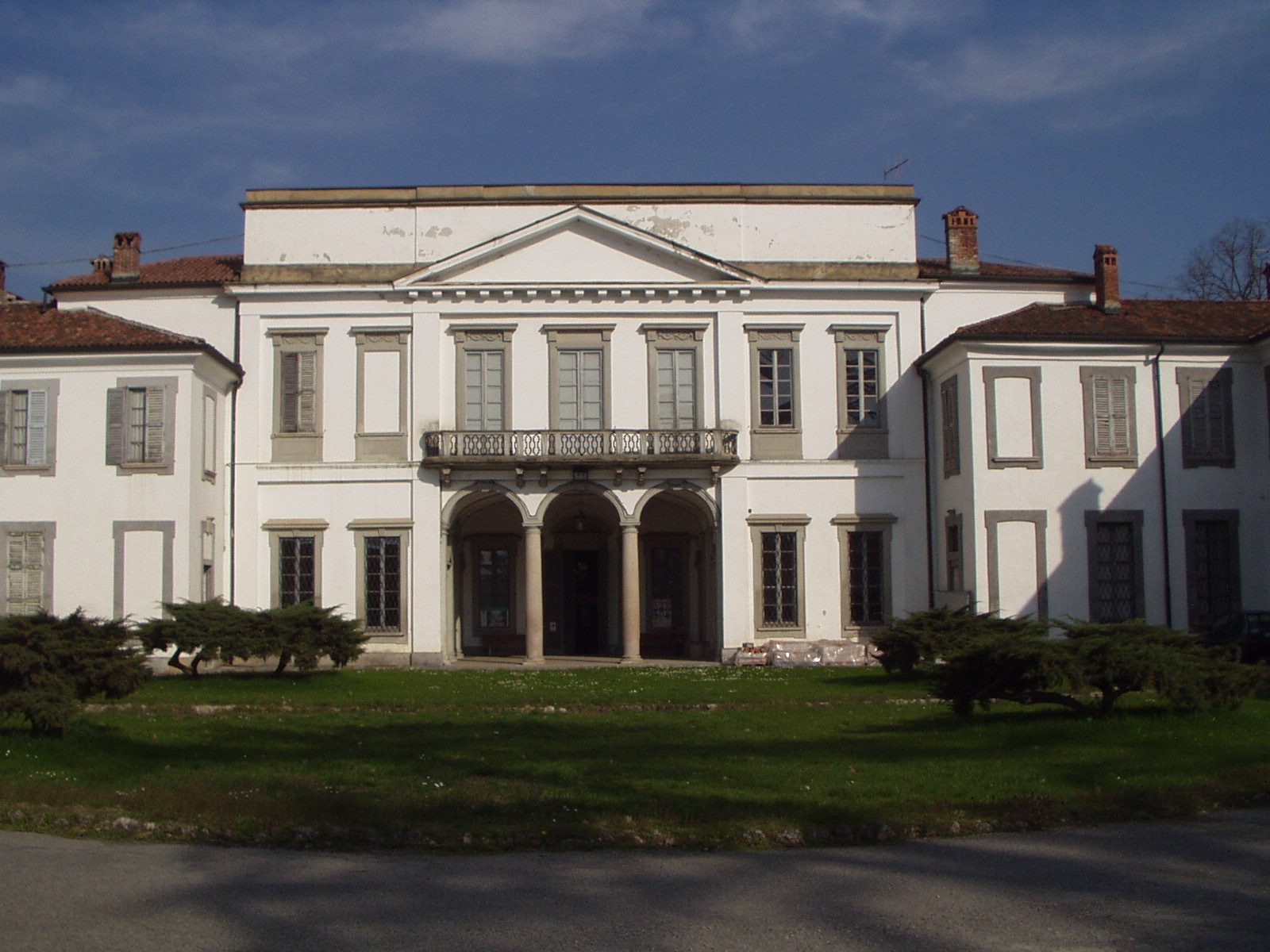
Mirabello.
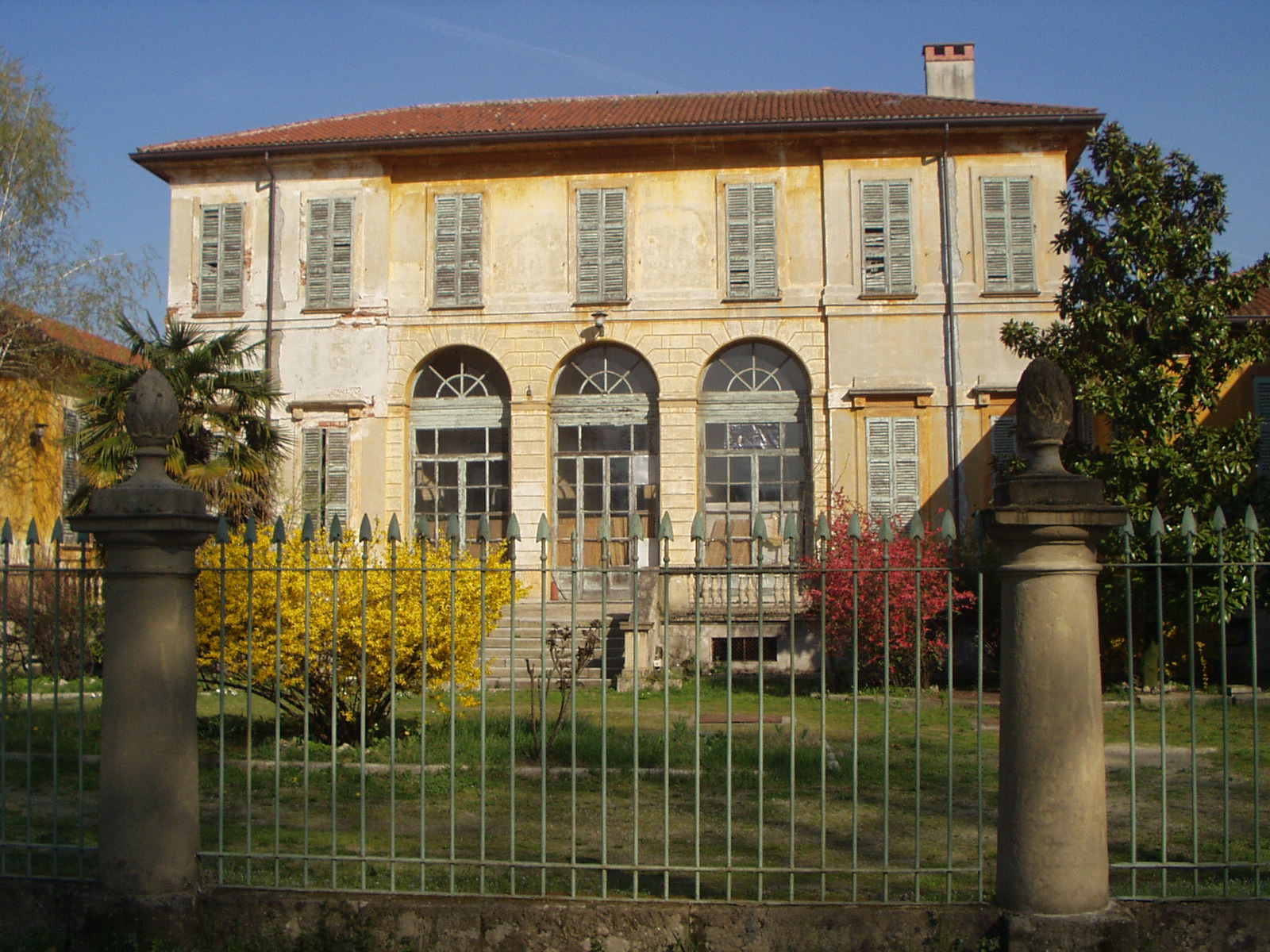
Villa Mirabellino.
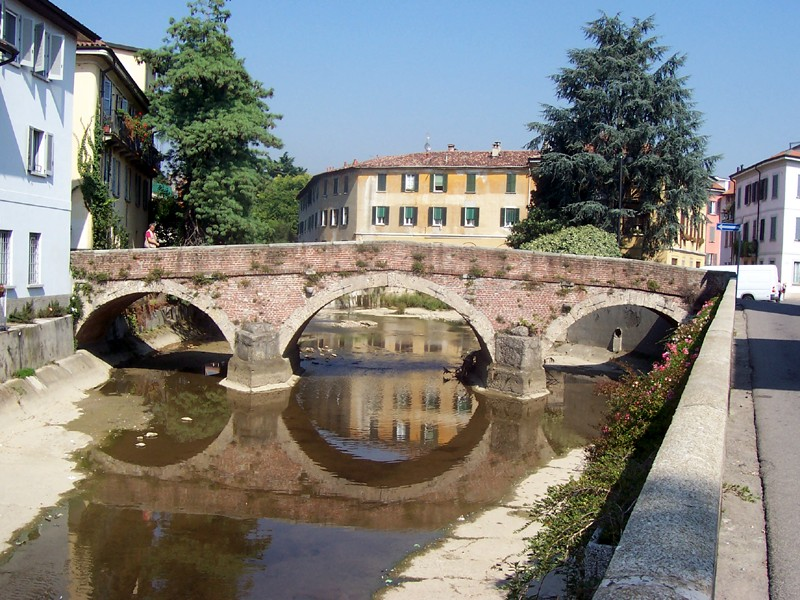
Pont Saint-Gérard sur le Lambro.

## Culture
À Monza se déroule une partie du roman Les Fiancés d'Alessandro Manzoni.

## Sports
La ville de Monza est surtout connue pour le Grand Prix d'Italie en Formule 1, qui se déroule sur le circuit Autodromo Nazionale di Monza, dans le parc de Monza, un parc de 800 hectares entouré de 18 km de murs.
Monza organise également chaque année en avril un tournoi de tennis sur terre battue du circuit ATP Challenger Tour.
- Società Sportiva Monza 1912

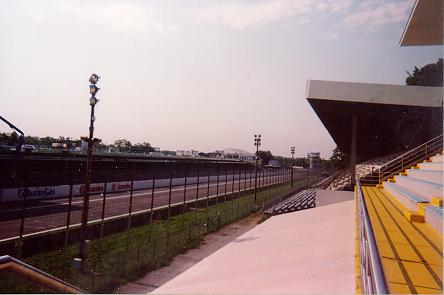
Autodrome de Monza.
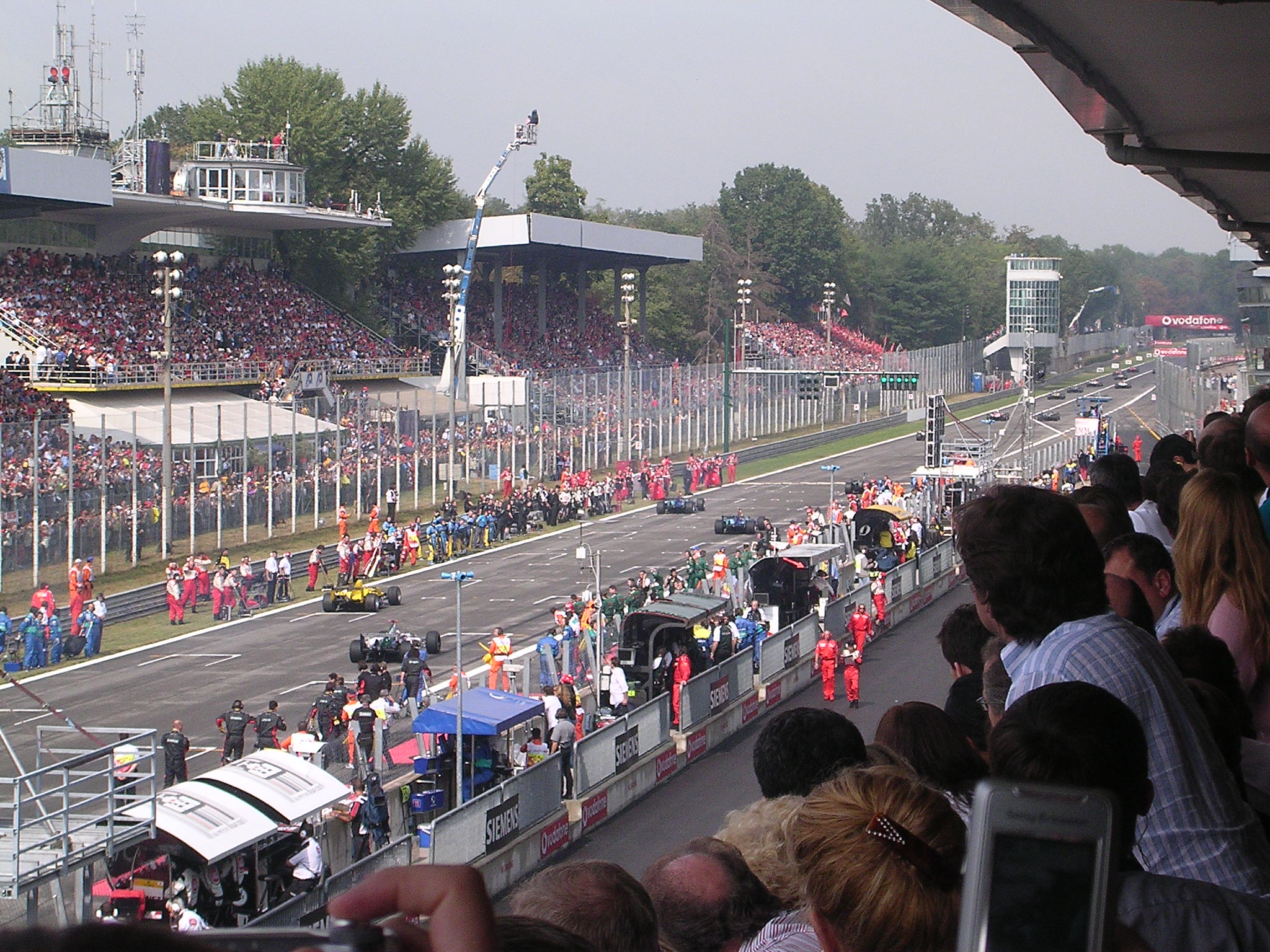
Formule 1 à Monza.

### Communes limitrophes
Biassono, Lissone, Vedano al Lambro, Villasanta, Concorezzo, Muggiò, Agrate Brianza, Cinisello Balsamo, Brugherio, Sesto San Giovanni.

### Jumelages
- Prague (Tchéquie) ;
- Indianapolis (États-Unis).

## Économie

### Artisanat
Dans le secteur de l'artisanat, la fabrication et la restauration de meubles était encore très répandue à la fin du XXe siècle.

## Personnalités liées à Monza
- Bartolomeo Zucchi (1570-1630), homme de lettres ;
- Paolo Caronni (1779-1842), graveur ;
- Marie-Louise de Habsbourg-Lorraine-Este, (1787-1816), impératrice d'Autriche ;
- Paolo Mantegazza (1831-1910), médecin ;
- Franco Faccio (1840-1891), compositeur et chef d'orchestre ;
- Mosè Bianchi (1840-1904), peintre ;
- Humbert Ier (1844-1900), roi d'Italie du 9 janvier 1878 jusqu'à sa mort ;
- Pompeo Mariani (1857-1927), peintre ;
- Emilio Borsa (1857-1931), peintre ;
- Roberto Crippa (1921-1972), peintre et sculpteur ;
- Wolfgang von Trips (1928-1961), pilote automobile allemand ;
- Vittorio Brambilla (1937-2001), pilote automobile ;
- LeoNilde Carabba (1938-), peinte italienne ;
- Jochen Rindt (1942-1970), pilote automobile autrichien d'origine allemande ;
- Salvatore Crippa (1914-1971), coureur cycliste italien ;
- Silvio Moser (1941-1974), pilote automobile suisse ;
- Gian Paolo Dulbecco, (1941), peintre ;
- Daniele Massaro (1961-), footballeur ;
- Maria Cristina Messa, médecin et personnalité politique ;
- Fabrizio Barbazza (1963-), pilote automobile ;
- Pierluigi Casiraghi (1969-), footballeur ;
- Marco Castoldi (1972), chanteur ;
- Alessia Buffolo (1974-), illustratrice et dessinatrice de bande dessinée.